# 閉多様体
数学において、閉多様体 (closed manifold) とは、境界を持たないコンパクトな多様体のことである。境界が存在しえない文脈では、任意のコンパクト多様体が閉多様体である。
コンパクト多様体は、直感的な意味で、「有限」である。コンパクト性の基本的な性質により、閉多様体は連結閉多様体の有限個の非交和である。幾何学的トポロジーの最も基本的な目的の 1 つは、閉多様体がどのくらいあるかを理解することである。

## 例
最も簡単な例は円であり、これは 1 次元のコンパクトな多様体である。閉多様体の別の例はトーラスとクラインの壺である。反例としては、実数直線はコンパクトでないから閉多様体ではない。円板はコンパクトな 2 次元多様体だが、境界を持つので閉多様体ではない。

## 性質
すべてのコンパクトな位相多様体は、ホイットニーの埋め込み定理によって、ある n に対して {\displaystyle \mathbf {R} ^{n}} に埋め込むことができる。

## 用語の対比
コンパクトな多様体は位相空間としてコンパクトな、境界を持つかもしれない「多様体」を意味する。より正確には、それは境界を持ったコンパクトな多様体である（境界は空でもよい）。対照的に、閉多様体は境界を持たずにコンパクトである。
開多様体はコンパクトな連結成分を持たない境界を持たない多様体である。連結多様体に対して、「開」と「境界を持たず非コンパクト」は同値であるが、連結でない多様体に対しては、開の方が強い。例えば、円と直線の非交和は非コンパクトだが、1 つの成分（円）がコンパクトなので、開多様体ではない。
閉多様体の概念は閉集合の概念とは関係ない。境界を含む円板は平面の閉部分集合であるが、閉多様体ではない。

## 物理学における使用
「閉宇宙」(closed universe) の概念は閉多様体である宇宙を意味することもあるが正定数のリッチ曲率の多様体である宇宙を意味する可能性が高い。